# Ben Riley
Ben Riley (født 17. juli 1933 i Georgia i USA, død 18. november 2017) var en amerikansk jazztrommeslager.
Riley flyttede som fire-årig med familien til New York. I 1956 begyndte han at spille professionelt med bl.a. Thelonius Monk , Sonny Rollins, Stan Getz, Billy Taylor og Johnny Griffin.
Han var nok bedst kendt fra Thelonius Monks grupper.
Han havde lavet et hav af plader som sideman, og to soloplader i eget navn.

## Diskografi

### Som leder
- 1996: Weaver of Dreams (Joken) [1]
- 2006: Memories of T (Concord) [1]
- 2012: Grown Folks Music (Sunnyside) [1]

### Som sideman
Med Chet Baker
- As Time Goes By (Timeless, 1986)
- Cool Cat (Timeless, 1986 [1989])

Med Bill Barron
- Variations in Blue (Muse, 1983)
- Live at Cobi's 2 (SteepleChase, 1885 [2006])
- The Next Plateau (Muse, 1987 [1989])
- Live at Cobi's (SteepleChase, 1988-89 [2005])

Med Kenny Barron
- Innocence (Wolf, 1978)
- Golden Lotus (Muse, 1980 [1982])
- Imo Live (Whynot, 1982)
- Green Chimneys (Criss Cross Jazz, 1983)
- The Only One (Reservoir, 1990)
- Lemuria-Seascape (Candid, 1991)
- Live at Bradley's (EmArcy, 1996 [2001])
- Live at Bradley's II (Sunnyside, 1996 [2002])
- Minor Blues (Venus, 2009)

Med Ted Brown
- In Good Company (Criss Cross, 1985) med Jimmy Raney

Med Ray Bryant
- Live at Basin Street East (Sue, 1964)
- Cold Turkey (Sue, 1964)

Med Kenny Burrell
- Listen to the Dawn (Muse, 1980 [1983])
- Groovin' High (Muse, 1981 [1984])

Med Ron Carter
- Yellow & Green (CTI, 1976)
- Piccolo (Milestone, 1977)
- Peg Leg (Milestone, 1978)
- Pick 'Em (Milestone, 1978 [1980])

Med Alice Coltrane
- A Monastic Trio (1968)
- Ptah, the El Daoud (1970)

Med Eddie "Lockjaw" Davis
- Afro-Jaws (Riverside, 1960)

Med Ricky Ford
- Manhattan Blues (Candid, 1989)
- Ebony Rhapsody (Candid, 1990)
- American-African Blues (Candid, 1991)

Med Red Garland
- Stepping Out (Galaxy, 1978)
- So Long Blues (Galaxy, 1979 [1981])
- Strike Up the Band (Galaxy, 1979 [1981])

Med Bennie Green
- Glidin' Along (1961)

Med Johnny Griffin
- Battle Stations (Prestige, 1960) – med Eddie "Lockjaw" Davis
- Johnny Griffin’s Studio Jazz Party (Riverside, 1960)
- Tough Tenors (Jazzland, 1960) – med Eddie "Lockjaw" Davis
- Griff & Lock (Jazzland, 1960) – med Eddie "Lockjaw" Davis
- The First Set (Prestige, 1961) – med Eddie "Lockjaw" Davis
- The Tenor Scene (Prestige, 1961) – med Eddie "Lockjaw" Davis
- The Late Show (Prestige, 1961) – med Eddie "Lockjaw" Davis
- The Midnight Show (Prestige, 1961) – med Eddie "Lockjaw" Davis
- Lookin' at Monk! (Jazzland, 1961) – med Eddie "Lockjaw" Davis
- Change of Pace (Riverside, 1961)
- Blues Up & Down (Jazzland, 1961) – med Eddie "Lockjaw" Davis
- White Gardenia (Riverside, 1961)
- The Kerry Dancers (Riverside, 1961–62)
- Tough Tenor Favorites (Jazzland, 1962) – med Eddie "Lockjaw" Davis

Med Michael Franks
- Tiger in the Rain[2]

Med Andrew Hill
- Lift Every Voice (Blue Note, 1969)
- Shades (Soul Note, 1986)

Med Sam Jones
- Down Home (Riverside, 1962)

Med Junior Mance
- Junior Mance Trio at the Village Vanguard (Jazzland, 1961)

Med Ken McIntyre
- Year of the Iron Sheep (United Artists, 1962)

Med Thelonious Monk
- It's Monk's Time (1964)
- Monk (1964)
- Live at the It Club (1964)
- Straight, No Chaser (1967)
- Underground (1968)

Med Sonny Rollins
- What's New? (1962)
- The Bridge (1962)

Med Sphere
- Four in One (Elektra/Musician, 1982)
- Flight Path (Elektra/Musician, 1983)
- Sphere On Tour (Red, 1985)
- Pumpkin's Delight (Red, 1986 [1993])
- Four for All (Verve, 1987)
- Bird Songs (1988)

Med Horace Tapscott
- Dissent or Descent (Nimbus West, 1984 [1998])

Med Roseanna Vitro
- Listen Here (Texas Rose, 1984)

- Weaver of Dreams – 1996
- Memories of T. – 2006